# Noegus actinosus
Noegus actinosus là một loài nhện trong họ Salticidae.
Loài này thuộc chi Noegus. Noegus actinosus được Eugène Simon miêu tả năm 1900.